# Relamiego
Relamiego (San Esteban de Reḷḷamiegu en asturiano y oficialmente) es una parroquia perteneciente al concejo de Tineo, Asturias, España, se sitúa al suroeste de la capital del concejo (Parroquia de Tineo) por la carretera AS-217, su población total es de 179 habitantes en 2009, la parroquia está compuesta por los pueblos de San Esteban de Relamiego (33 habitantes), Relamiego, Cortina, La Estrella, El Peligro, San Antonio, Sebran y Valles de Teso y tiene un total de 89 viviendas en una superficie de 9,59 kilómetros cuadrados.